# Fariseos
Los fariseos (en hebreo: פְּרוּשִׁים‎, romanizado: Pərūšīm) fueron un grupo o movimiento político social y religioso judío. También existía una escuela de pensamiento judío asociada a los fariseos en la Tierra de Canaan durante el tiempo del judaísmo del Segundo Templo (c. 587 a. C-70 d. C.). Tras el sitio de Jerusalén y la destrucción del Segundo Templo en el año 70 d. C., el movimiento fariseo evolucionó para convertirse en la base litúrgica y ritual del judaísmo rabínico. 
Los fariseos definían que su movimiento nació en el período de la cautividad babilónica (587-536 a. C.). Algunos sitúan su origen durante la dominación persa y los consideraban sucesores de los asideos y precursores del judaísmo rabínico. Conflictos entre fariseos y saduceos tuvieron lugar en el contexto de conflictos sociales y religiosos más amplios y longevos entre judíos, que se vieron empeorados por la conquista romana. Uno de tales conflictos era cultural, entre aquellos que estaban a favor de la helenización (los saduceos) y aquellos que se le oponían (los fariseos). Otro conflicto era jurídico-religioso, entre quienes enfatizaban la importancia del Templo de Jerusalén con sus ritos y cultos, y quienes enfatizaban la importancia de las otras leyes mosaicas. Un punto de conflicto específicamente religioso tenía que ver con interpretaciones diferentes de la torá y cómo debía aplicarse a la vida judía contemporánea, en donde los saduceos reconocían exclusivamente a la torá escrita y rechazaban a los Profetas, los libros sapienciales, y doctrinas tales como la Torá oral o la resurrección de los muertos.
Flavio Josefo, de quien muchos historiadores creen que era fariseo, calculó la población de fariseos antes de la caída del Segundo Templo en alrededor de 6000.Afirmó que la influencia de los fariseos sobre la gente del común era tanta que cualquier cosa que dijeran contra el rey o contra el sumo sacerdote era creída,en contraste al parecer con los saduceos más de élite, que constituían la clase alta. Los fariseos argumentaban autoridad mosaica para sus interpretaciones de la ley religiosa judía, mientras que los saduceos representaban la autoridad de los privilegios sacerdotales y prerrogativas sacerdotales establecidas desde los tiempos de Salomón, cuando Sadoc, su ancestro, oficiaba como sumo sacerdote.
Los fariseos son conocidos especialmente por su relación con los orígenes del cristianismo, habiendo numerosas referencias a ellos en el Nuevo Testamento. En los Evangelios, por ejemplo, se postula la existencia de conflictos entre aquellos y Juan el Bautista y Jesús de Nazaret. El Nuevo Testamento plantea asimismo que Pablo de Tarso era fariseo antes de convertirse al cristianismo. Si bien se mencionan las hostilidades entre los fariseos y Jesús, también mencionan a fariseos que creían en él, incluyendo a Nicodemo, quien dijo que se sabía que Jesús era un maestro enviado por Dios,José de Arimatea, que era un discípulo, y un número desconocido de «algunos de la secta de los fariseos, que habían abrazado la fe»entre ellos Pablo, quien advirtió al Sanedrín que oponerse a los discípulos de Jesús podía resultar equivalente a oponerse a Dios mismo.

## Doctrina
A diferencia de los saduceos (o zadokitas), los fariseos lograron que sus interpretaciones fueran aceptadas por la mayoría de los judíos. Por ello, tras la caída del Templo, los fariseos tomaron el control del judaísmo «oficial» y transformaron el culto. El más alto representante del judaísmo era el Sumo Sacerdote, cargo que, debido a la destrucción del templo, se volvió innecesario; así el culto pasó a la sinagoga (en hebreo בית כנסת, beit knéset, 'casa de reunión'). De los antiguos fariseos surgió la línea rabínica ortodoxa de los doctores de la ley, que fue la que redactó los distintos Talmud. Su doctrina puede resumirse así:
1. Creían en la libertad humana y en el libre albedrío. El destino influía ciertamente en los hombres, pero estos no eran juguetes en sus manos. De hecho, podían decidir lo que querían hacer con su vida.
2. Creían en la inmortalidad del alma. No todo acababa con la muerte, sino que las almas seguían viviendo.
3. Creían en unos castigos y unas recompensas eternas. Las almas de los malvados eran confinadas en el Infierno para recibir su castigo, mientras que las de los bondadosos eran premiadas.
4. Creían en la resurrección. Las almas de los bondadosos recibirían un nuevo cuerpo. No se trataba de una sucesión de cuerpos humanos mortales —como sucede en las diversas visiones de la reencarnación—, sino de un cuerpo para toda la eternidad.
5. Creían en la obligación de obedecer su tradición interpretativa referida a obligaciones religiosas, como las oraciones, los ritos de adoración, etc.
6. Estaban dispuestos a obtener influencia política en la vida de Israel. Quizá contaron ya con cierto peso antes de Herodes, pero después de ese reinado perdieron influencia.

## Conflicto político-religioso
Los fariseos se opusieron a la política del rey macabeo Juan Hircano (134-104 a. C.), quien actuó apoyado por los saduceos. Juan Hircano, hijo de Simón Macabeo, vivía más como un rey pagano que como un sacerdote judío, y los sectores tradicionalistas criticaban la identificación entre la realeza y el sacerdocio, reclamando una separación de ambas funciones. El líder fariseo Eleazar exigió que Juan Hircano renunciara al sumo sacerdocio. El enfrentamiento de los fariseos contra los saduceos se agudizó durante los reinados de los hijos de este, Aristóbulo I (104-103 a. C.) y Alejandro Janeo (103-76 a. C.) Este último reprimió un levantamiento popular e hizo crucificar a tres mil fariseos.
La viuda de Alejandro Janeo, Alejandra Salomé reinó del 76 al 67 a. C., rehabilitó a los sacerdotes fariseos y los hizo parte del Sanedrín o senado judío, acrecentando su influencia política y religiosa. La reina nombró a su hijo Hircano II Sumo Sacerdote con el apoyo fariseo. El hermano menor de este, Aristóbulo II, se proclamó rey a la muerte de Alejandra y depuso a Hircano II, que buscó refugio entre los nabateos, con cuyo rey Aretas III y con ayuda farisea sitió Jerusalén en el año 65 a. C., pero fue derrotado debido a que los romanos apoyaron a Aristóbulo II.
Gracias a las gestiones de su canciller, el idumeo Antípatro, Hircano II logró el apoyo del general romano Pompeyo, quien conquistó Jerusalén en 63 a. C. y lo reinstaló como Sumo Sacerdote, llevándose a Aristóbulo a Roma, mientras Antípatro ejercía de hecho como gobernante de Judea. El poder político y religioso de los fariseos se mantuvo así. Muerto Pompeyo, Julio César nombró a Hircano II etnarca de Judea y al hijo de Antipatro, Herodes, como gobernante militar de Galilea.
En el año 40 a. C., Antígono Matatías, hijo de Aristóbulo II, con apoyo del Imperio parto y de los saduceos tomó el poder, detuvo y mutiló a Hircano II. Herodes, que había huido, y el general romano Socio recuperaron Jerusalén en 37 a. C. En connivencia con el Imperio romano, Herodes fue rey entre 37 y 4 a. C. y contrajo matrimonio con Mariana, hija de Hircano II, a quienes luego ejecutó, provocando la ruptura entre los fariseos y la dinastía herodiana.
En el año 4 a. C. el fariseo Sadoc y Judas el Galileo se levantaron llamando a no pagar impuestos a Roma. El hijo de Herodes, Herodes Arquelao, y el jefe militar romano Varo reprimieron el levantamiento: dos mil rebeldes fueron crucificados. Se considera que esta sublevación fue el origen de los zelotes, que consideraban que la única forma de quitarse el yugo romano era a través del alzamiento en armas, tal como intentaron con fatal y trágico resultado. La rebelión acabó con el suicidio colectivo de la asediada Masada (año 73 d. C.).

## «Rasgarse las vestiduras»
El pasaje del Evangelio en que los fariseos se «rasgaban las vestiduras» delante de las palabras de Jesús (costumbre antigua en señal de duelo o de ultraje público), ha hecho que la frase «rasgarse las vestiduras» sea muy popular en algunos países cristianos, para expresar la indignación de alguien delante de un hecho determinado, desaprobándolo.

## Desavenencias
En muchos pasajes del Nuevo Testamento los fariseos aparecen como unos sectarios, defensores más de la ley oral que de la ley mosaica, según Jesús. El término fariseos significa "separados"; evoca pues, un tipo de mentalidad y espiritualidad puritana y rigorista que aislaba a sus miembros del resto del pueblo. Presumían de mayor perfección que los demás, por lo cual despreciaban a los que no conocían o no practicaban la Ley; a la gente del campo, a los recaudadores de impuestos, pecadores, etc. Para asegurar mejor el cumplimento de la ley, la rodearon de una casuística meticulosa llena de sutilezas y minucias, que los llevaron a caer en el formalismo y en la hipocresía religiosa, de ahí que en español la palabra "fariseo" sea en ocasiones usada como sinónimo de "hipócrita".
Insistían sobre todo, en la observancia del sábado y en la pureza ritual. Su apego escrupuloso a la ley y a la tradición de los mayores los condujo a la autosuficiencia y a la soberbia, que los impidió reconocer en Jesús el enviado de Dios. No sólo no lo reconocieron sino que le declararon la guerra y exigieron su muerte. De todas las sectas judías, la de los fariseos fue la única que sobrevivió a la destrucción de Jerusalén del año 70 d. C., y ella fue la que configuró el judaísmo postbíblico.